# أباظة سياوش باشا الأول
انظر أيضاً أباظة سياوش باشا.
انظر أيضاً كانيجيلي سياوش باشا.
الصدر الأعظم سياوش باشا (بالتركية: Siyavuş Paşa)‏ عرف باسم الشهرة (أباظة باشا) أكثر من اسمه سياوش. أشغل منصب وزير الحربية في السلطنة العثمانية عام 1636 م. وأصبح عام 1642 م قائدا للبحرية العثمانية. تزوج ابنة السلطان أحمد الأول فأصبح من أصهار (داماد) القصر العثماني. أصبح واليا لمنطقة أرضروم وديار بكر وسيلسترا في عام 1643 م. ثم عينه السلطان محمد الرابع صدرا أعظم للدولة العثمانية في عام 1651م (رمضان 1061هـ).
وقد كان من مآثر أباظة باشا أثناء حكمه إلغاؤه لنظام الآغوات (أي نظام رجال الخدمة المخصيين داخل البلاط العثماني). ونتيجة لعمله هذا أوغر المفسدون صدر السلطان عليه فأمر بعزله في 15 ذي القعدة 1061هـ 1651م ثم عين واليا للبوسنة ومحافظا لسيلسترا، وجرى تكليفه بمنصب الصدارة العظمى مرة ثانية في 8 جمادى الآخرة عام 1066هـ (1656 م) حيث توفي في مستهل رجب 1066هـ (1656 م) وهو يشغل هذا المنصب الرفيع.

## أنظر أيضا
- قائمة قباطين البحر العثمانيين.